# Metzgeria neotropica
Metzgeria neotropica là một loài Rêu trong họ Metzgeriaceae. Loài này được Kuwah. mô tả khoa học đầu tiên năm 1981.